# Sundamys annandalei
Sundamys annandalei is een rat die voorkomt in het westen van Maleisië, op Singapore, in het oosten van Sumatra en op de eilanden Padang en Rupat bij de oostkust van Sumatra.

## Kenmerken
Het is een middelgrote rat met een grijsbruine rug en een witte tot lichtgele onderkant. De vacht is zacht en wat ruig. Vrouwtjes hebben vier mammae. De schedel lijkt oppervlakkig op die van Sundamys, maar verschilt in zoveel kenmerken dat een verwantschap tussen de twee onwaarschijnlijk is. Biochemische gegevens wijzen echter wel op een verwantschap tussen annandalei en Sundamys.
De kop-romplengte bedraagt 173 tot 220 mm, de staartlengte 225 tot 263 mm, de achtervoetlengte 37 tot 41 mm en de schedellengte 43,8 tot 50,1 mm.
Müllers rat (Sundamys muelleri) (ondersoorten: Sundamys muelleri muelleri · Sundamys muelleri validus) · Sundamys annandalei · Sundamys infraluteus · Sundamys maxi